# Bomolocha jonesalis
Bomolocha jonesalis är en fjärilsart som beskrevs av William Schaus 1904. Bomolocha jonesalis ingår i släktet Bomolocha och familjen nattflyn. Inga underarter finns listade i Catalogue of Life.